# Grzegorz Balcerek
Grzegorz Balcerek (ur. 13 lutego 1954 w Grodzisku Wielkopolskim) – polski duchowny rzymskokatolicki, doktor nauk teologicznych, biskup pomocniczy poznański od 1999.

## Życiorys
Urodził się 13 lutego 1954 w Grodzisku Wielkopolskim. W dzieciństwie (do 9 roku życia) mieszkał w Woźnikach. W 1973 ukończył IX Liceum Ogólnokształcące w Poznaniu. W latach 1973–1978 odbył studia filozoficzno-teologiczne w Arcybiskupim Seminarium Duchownym w Poznaniu i na Papieskim Wydziale Teologicznym w Poznaniu. Święceń prezbiteratu udzielił mu 24 maja 1979 arcybiskup metropolita poznański Jerzy Stroba. W 1982 uzyskał licencjat z teologii na Papieskim Wydziale Teologicznym w Poznaniu. Tam też w latach 1982–1983 odbył studia doktoranckie. Rozprawę doktorską obronił w 1993.
Po otrzymaniu święceń kapłańskich był wikariuszem nowo utworzonych parafii: Matki Bożej Wspomożycielki Wiernych w Swarzędzu (1979–1983) i Miłosierdzia Bożego w Poznaniu (1983–1986). W 1986 otrzymał polecenie budowy kościoła i zorganizowania parafii na os. Bolesława Chrobrego w Poznaniu i w następnym roku został mianowany rektorem nowo utworzonego tam ośrodka duszpasterskiego pw. Najświętszej Maryi Panny Matki Odkupiciela. W latach 1989–1999 sprawował funkcję proboszcza parafii św. Stanisława Kostki. Prowadził wówczas działalność charytatywną, m.in. założył bezpłatne przedszkole oraz świetlicę dla dzieci i młodzieży z tzw. trudnych rodzin. Jako wykładowca Papieskiego Wydziału Teologicznego prowadził wykłady z socjologii religii oraz katolickiej nauki społecznej. W 1992 został kanonikiem gremialnym kapituły metropolitalnej poznańskiej. W 1998 został ustanowiony wikariuszem biskupim ds. chorych i służby zdrowia oraz członkiem rady biskupiej.
24 kwietnia 1999 papież Jan Paweł II mianował go biskupem pomocniczym archidiecezji poznańskiej ze stolicą tytularną Selendeta. Święcenia biskupie otrzymał 13 maja 1999 w archikatedrze poznańskiej. Konsekrował go Juliusz Paetz, arcybiskup metropolita poznański, w asyście Stanisława Napierały, biskupa diecezjalnego kaliskiego, i Zdzisława Fortuniaka, biskupa pomocniczego poznańskiego. Jako zawołanie biskupie przyjął słowa „In spiritu humilitatis” (W duchu pokory). W archidiecezji poznańskiej objął urząd wikariusza generalnego. W kurii archidiecezjalnej w 2001 objął funkcję przewodniczącego wydziału duszpasterstwa rodzin, zaś w latach 2001–2002 był przewodniczącym wydziału katechetycznego. W 2003 został przewodniczącym rady formacji kapłanów oraz przewodniczącym sekretariatu archidiecezjalnej rady duszpasterskiej. W tym samym roku został zatwierdzony na stanowisku prepozyta kapituły metropolitalnej.
W 2019 był współkonsekratorem podczas sakry biskupa pomocniczego poznańskiego Szymona Stułkowskiego.

## Wyróżnienia
W 2018 otrzymał honorowe obywatelstwo miasta i gminy Grodzisk Wielkopolski.